# William M. Ketchum

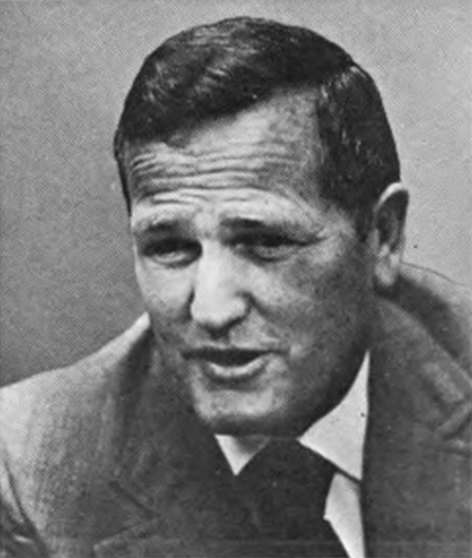
William M. Ketchum (1975)

William Matthew Ketchum (* 2. September 1921 in Los Angeles, Kalifornien; † 24. Juni 1978 in Bakersfield, Kalifornien) war ein US-amerikanischer Politiker. Zwischen 1973 und 1978 vertrat er den Bundesstaat Kalifornien im US-Repräsentantenhaus.

## Werdegang
William Ketchum besuchte die öffentlichen Schulen seiner Heimat und die Military School in North Hollywood. Zwischen 1939 und 1940 absolvierte er die Colorado School of Mines. Danach studierte er bis 1942 an der University of Southern California. Während des Zweiten Weltkrieges diente er zwischen 1942 und 1946 als Soldat der US Army im pazifischen Raum. Während des Koreakrieges wurde er zwischen 1950 und 1953 noch einmal zum Militär eingezogen. Dazwischen betrieb er von 1946 bis 1950 einen Eisenwarenhandel, in dem er auch Autoersatzteile verkaufte. Von 1953 bis 1957 war Ketchum im Handel tätig. Danach betätigte er sich als Farmer und Rancher. Gleichzeitig begann er als Mitglied der Republikanischen Partei eine politische Laufbahn. In den Jahren 1964 bis 1966 gehörte er dem Staatsvorstand seiner Partei an. Zwischen 1967 und 1972 saß Ketchum als Abgeordneter in der California State Assembly. Im Jahr 1968 war er Delegierter zur Republican National Convention in Miami Beach, auf der Richard Nixon als Präsidentschaftskandidat nominiert wurde.
Bei den Kongresswahlen des Jahres 1972 wurde Ketchum im 36. Wahlbezirk von Kalifornien in das US-Repräsentantenhaus in Washington, D.C. gewählt, wo er am 3. Januar 1973 die Nachfolge von Bob Wilson antrat. Nach zwei Wiederwahlen konnte er bis zu seinem Tod am 24. Juni 1978 im Kongress verbleiben. Seit 1975 vertrat er dort als Nachfolger von Bob Mathias den 18. Distrikt seines Staates. In seine Zeit als Kongressabgeordneter fielen unter anderem das Ende des Vietnamkrieges und die Watergate-Affäre.